# Моро, Шарль
Шарль Поль Нарси́сс Моро́ (фр. Charles Paul Narcisse Moreau, 14 сентября 1837, Париж — 6 июля 1916, Лион) — французский военный, математик и шахматист. Также известен как Полковник Моро (фр. Colonel Moreau).

## Военная служба
В 1861 году Моро получил звание лейтенанта. В 1863—1867 годах участвовал во 2-й интервенции в Мексику. В 1866 году получил звание кавалера Ордена империи Гваделупы (Chevalier de l’Ordre Impérial de la Guadeloupe) и был награждён памятной медалью Мексиканской экспедиции. В 1868 году был произведен в капитаны. В 1869—1870 гг. служил в Африке. Был возвращен во Францию в связи с началом Франко-Прусской войны. Под Седаном попал в плен. В 1871—1873 гг. снова служил в Африке (на территории Алжира). В 1872 г. стал кавалером Ордена Почетного легиона. В 1886 г. получил звание подполковника, в 1890 г. — звание полковника. В 1893 г. стал офицером Ордена Почётного легиона.

## Математическая деятельность
Моро внес вклад в комбинаторику. В 1872 г. он опубликовал работу, где ввел функцию полиномиального ожерелья. Также Моро указал контрпример к лемме, которую использовал А. М. Лежандр при доказательстве теоремы Дирихле о простых числах в арифметической прогрессии. Э. Люка в своей работе 1891 г. описывает проделанный Моро анализ математической игры «красные и черные», придуманной французским шахматистом Ж. Арну де Ривьером. В том же году Лесан (Laisant) упомянул о существовании решения комбинаторной задачи с ладьями на шахматной доске, автором которого был Моро (решение не было опубликовано).

### Список математических трудов Моро
- Moreau, C. (1872), «Sur les permutations circulaires distinctes (On distinct circular permutations)», Nouvelles annales de mathématiques, journal des candidats aux écoles polytechnique et normale, Sér. 2 (in French), 11: 309—314, JFM 04.0086.01[7]
- Moreau, C. (1873), «Correspondence», Nouvelles annales de mathématiques, journal des candidats aux écoles polytechnique et normale, Sér. 2 (in French), 12: 322—324[8]
- Moreau, C. (1875), «Propositions sur les nombres», Nouvelles annales de mathématiques, journal des candidats aux écoles polytechnique et normale, Sér. 2 (in French), 14: 274—275[9]
- Moreau, C. (1875), «Questions», Nouvelles annales de mathématiques, journal des candidats aux écoles polytechnique et normale, Sér. 2 (in French), 14: 527—528[10]
- Moreau, C. (1898), «Sur quelques théorèmes d’arithmétique», Nouvelles annales de mathématiques, journal des candidats aux écoles polytechnique et normale, Sér. 3 (in French), 17: 293—307, JFM 29.0146.02[11]
- Moreau, C. (1902), «Solution d’un problème de probabilités», Archiv der Mathematik und Physik, Third Series, 4: 184—189[12]

## Шахматная деятельность
Моро был сильным шахматистом-любителем. В 1902 г. он был членом оргкомитета турнира в Монако. В 1903 г. Моро участвовал в монакском турнире. Он заменил М. И. Чигорина, которого по требованию председателя оргкомитета А. Д. Дадиани исключили из турнира. Моро установил один из самых известных шахматных антирекордов, показав наихудший в процентном отношении результат — он проиграл все 26 партий, сыгранных в турнире. По количеству партий, проигранных в рамках одного соревнования, Моро уступил только канадцу Н. Маклауду, проигравшему 31 партию (Нью-Йорк, 1889).
Личность Моро как участника турнира 1903 г. была идентифицирована благодаря исследованиям Дж. П. Спинрада, опубликованным в 2008 г.